# Njaba
Njaba ist ein Verwaltungsgebiet (Local Government Area) des nigerianischen Bundesstaates Imo im Südosten des Landes.

## Geographie
Njaba liegt gut 20 km nördlich der Hauptstadt des Bundesstaates Owerri an der Straße nach Awlu. Die LGA mit mittlerweile etwa 200.000 Einwohnern
umfasst die Siedlungen Amucha, Atta, Okwudor und Umuaka. Im Norden von Njaba bildet sich der River Njaba, der den Oguta-See etwa 30 km westlich speist.

## Städtepartnerschaft
Partnerstadt von Umuaka ist seit 2007 Newark im Bundesstaat New Jersey der USA.

## Söhne und Töchter der Stadt
- Helen Ukaonu (* 1991), Fußballspielerin